# Pettyesmellű álszajkó
A pettyesmellű álszajkó (Garrulax merulinus) a madarak osztályának verébalakúak (Passeriformes) rendjébe és a Leiothrichidae családjába tartozó faj.

## Rendszerezése
A fajt Edward Blyth angol zoológus írta le 1851-ben. Egyes szervezetek a Stactocichla nembe sorolják Stactocichla merulina néven.

## Alfajai
- Garrulax merulinus laoensis Meyer de Schauensee, 1938
- Garrulax merulinus merulinus Blyth, 1851
- Garrulax merulinus obscurus Delacour & Jabouille, 1930[1]

## Előfordulása
Délkelet-Ázsiában, Kína, India, Laosz, Mianmar, Thaiföld és Vietnam területén honos. A természetes élőhelye a szubtrópusi vagy trópusi síkvidéki- és hegyi esőerdők, valamint cserjések. Állandó, nem vonuló faj.

## Megjelenése
Testhossza 25-26 centiméter.
|  |